# Torneo de las Seis Naciones 2001
El Torneo de las Seis Naciones 2001 fue la segunda edición del Torneo de las Seis Naciones. Si se incluyen las anteriores ediciones del Cuatro Naciones y Cinco Naciones, esta fue la 107.ª edición de este histórico campeonato del Hemisferio Norte. El torneo sufrió los efectos de un brote de glosopeda en Gran Bretaña. Por ello, hubo grandes restricciones al tránsito de personas, especialmente entre Gran Bretaña e Irlanda, y por ello se decidió posponer los tres partidos de Irlanda contra las tres selecciones británicas hasta que la epidemia fuera controlada. Esos partidos fueron entonces jugados en septiembre y octubre. El torneo antes de esos partidos pospuestos lo ganó sin perder ni un solo partido Inglaterra, pero no consiguió el Grand Slam ni la Triple Corona precisamente por perder ese último partido frente a Irlanda, con la que empató a puntos, pero perdieron los del trébol por diferencia puntos.

## Clasificación
| Lugar | Selección  | Partidos | Partidos | Partidos  | Partidos | Puntos  | Puntos    | Puntos | Puntos  | Tabla de puntos |
| Lugar | Selección  | Jugados  | Ganados  | Empatados | Perdidos | A favor | En contra | dif.   | ensayos | Tabla de puntos |
| ----- | ---------- | -------- | -------- | --------- | -------- | ------- | --------- | ------ | ------- | --------------- |
| 1     | Inglaterra | 5        | 4        | 0         | 1        | 229     | 80        | +149   | 28      | 8               |
| 2     | Irlanda    | 5        | 4        | 0         | 1        | 129     | 89        | +40    | 11      | 8               |
| 3     | Escocia    | 5        | 2        | 1         | 2        | 92      | 116       | -24    | 8       | 5               |
| 4     | Gales      | 5        | 2        | 1         | 2        | 125     | 166       | -41    | 10      | 5               |
| 5     | Francia    | 5        | 2        | 0         | 3        | 115     | 138       | -23    | 9       | 4               |
| 6     | Italia     | 5        | 0        | 0         | 5        | 106     | 207       | -101   | 8       | 0               |

## Resultados

### Jornada 1
| 3 de febrero 2001 | Italia                                                                      | 22–41 | Irlanda                                                                         | Stadio Flaminio, Roma, |  |
|                   | Tries: Ma. Bergamasco, Checcinato, Pilat Con: Ramiro Pez (2) GC: Ramiro Pez |       | Tries: Henderson (3), Horgan, O'Gara Con: Ronan O'Gara (2) GC: Ronan O'Gara (4) |                        |  |

| 3 de febrero 2001 | Gales                                                       | 15–44 | Inglaterra                                                                               | Millennium estadio, Cardiff, |  |
|                   | Tries: Howley, Quinnell Cons: Neil Jenkins GC: Neil Jenkins |       | Tries: Greenwood (3), Dawson (2), Cohen Con: Jonny Wilkinson (4) GC: Jonny Wilkinson (2) |                              |  |

| 4 de febrero 2001 | Francia                                                                             | 16–6 | Escocia             | Stade de France, París, |  |
|                   | Ensayo: Philippe Bernat-Salles Con: Christophe Lamaison GC: Christophe Lamaison (3) |      | GC: Kenny Logan (2) |                         |  |

### Jornada 2
| 17 de febrero 2001 | Irlanda                                                         | 22–15 | Francia                                                                       | Lansdowne Road, Dublín, |  |
|                    | Ensayo: Brian O'Driscoll Con: Ronan O'Gara GC: Ronan O'Gara (5) |       | Tries: Bernat-Salles, Pelous Con: Christophe Lamaison GC: Christophe Lamaison |                         |  |

| 17 de febrero 2001 | Inglaterra | 80–23 | Italia                                                                          | Twickenham, Londres, |  |
|                    | Tries: Balshaw (2), Cohen, Dallaglio, Greenwood, Healey (2), Regan, Wilkinson, Worsley Con: Jonny Wilkinson (9) GC: Jonny Wilkinson (4) |       | Tries: Checchinato, Dallan Con: Andrea Scanavacca (2) GC: Andrea Scanavacca (3) |                      |  |

| 17 de febrero 2001 | Escocia                                                         | 28–28 | Gales                                                                         | Murrayfield, Edimburgo, |  |
|                    | Tries: McLaren, Smith, Paterson Con: Logan, Hodge GC: Logan (3) |       | Ensayo: Taylor Con: Neil Jenkins GC: Neil Jenkins (4) Drops: Neil Jenkins (3) |                         |  |

### Jornada 3
| 3 de marzo 2001 | Italia                                                                | 19–30 | Francia                                                                                          | Stadio Flaminio, Roma, |  |
|                 | Ensayo: Massimo Perziano Con: Diego Domínguez GC: Diego Domínguez (4) |       | Tries: Bernat-Salles, Bonetti, Sadourny Con: Christophe Lamaison (3) GC: Christophe Lamaison (3) |                        |  |

| 3 de marzo de 2001 | Inglaterra                                                                                      | 43–3 | Escocia          | Twickenham, Londres, |  |
|                    | Tries: Balshaw (2), Dallaglio (2), Greenwood, Hill Con: Jonny Wilkinson (5) GC: Jonny Wilkinson |      | GC: Duncan Hodge |                      |  |

### Jornada 4
| 17 de marzo de 2001 | Francia                                                                             | 35–43 | Gales | Stade de France, París, |  |
|                     | Tries: Bernat-Salles, Bonetti Con: Lamaison, Merceron GC: Merceron(4), Lamaison (3) |       | Tries: Howley, Jenkins, James, Quinnell Con: Neil Jenkins (4) GC: Neil Jenkins (3) Drops: Neil Jenkins (2) |                         |  |

| 17 de marzo de 2001 | Escocia                                | 23–19 | Italia                                                                | Murrayfield, Edimburgo, |                       |
|                     | Ensayo: Tom Smith GC: Duncan Hodge (6) |       | Ensayo: Mauro Bergamasco Con: Diego Domínguez GC: Diego Domínguez (4) | Árbitro(s): Joel Dume   | Árbitro(s): Joel Dume |

### Jornada 5
| 7 de abril de 2001 | Inglaterra | 48–19 | Francia                                                                                            | Twickenham, Londres,                                              |                                                                   |
|                    | Tries: Balshaw, Catt, Cohen, Greening, Greenwood, Hill, Perry Cons: Jonny Wilkinson (7) GC: Jonny Wilkinson (3) Drops: Jonny Wilkinson |       | Tries: Philippe Bernat-Salles Cons: Gerald Merceron GC: Gerald Merceron (3) Drops: Gerald Merceron | Árbitro(s): Tappe Henning reemplazado por David McHugh por lesión | Árbitro(s): Tappe Henning reemplazado por David McHugh por lesión |

| 8 de abril de 2001 | Italia                                                                  | 23–33 | Gales                                                          | Stadio Flaminio, Roma,  |                         |
|                    | Ensayo: Carlo Checchinato GC: Diego Domínguez (5) Drop: Diego Domínguez |       | Tries: Cooper (2), Gibbs Con: Jenkins (3) GC: Neil Jenkins (4) | Árbitro(s): Paul Honiss | Árbitro(s): Paul Honiss |

### Partidos retrasados
| 22 de septiembre de 2001 | Escocia                                                                                  | 32–10 | Irlanda                                                      | Murrayfield, Edimburgo, |                         |
|                          | Tries: Henderson, J. Leslie, Poutney, Smith Con: Paterson (2), Townsend GC: Paterson (2) |       | Ensayo: Girvan Dempsey Con: David Humphreys GC: Ronan O'Gara | Árbitro(s): Chris White | Árbitro(s): Chris White |

| 13 de octubre de 2001 | Gales                 | 6–36 | Irlanda                                                                 | Millennium estadio, Cardiff, |                             |
|                       | GC: Stephen Jones (2) |      | Tries: Hickie, Horgan, O'Driscoll Cons: Humphreys (3) GC: Humphreys (5) | Árbitro(s): Jonathan Kaplan  | Árbitro(s): Jonathan Kaplan |

| 20 de octubre de 2001 | Irlanda                                          | 20–14 | Inglaterra                                    | Lansdowne Road, Dublín, |                         |
|                       | Ensayo: Keith Wood GC: Humphreys (3), O'Gara (2) |       | Ensayo: Austin Healey GC: Jonny Wilkinson (3) | Árbitro(s): Paul Honiss | Árbitro(s): Paul Honiss |